# Sébastien Audigane
Sébastien Audigane, né le 9 mars 1968 à Brest, est un skipper et navigateur professionnel français spécialiste de la course au large.

## Biographie et palmarès
Depuis sa jeunesse Sébastien Audigane évolue dans le monde de la voile et de la régate, considéré comme un spécialiste en Figaro ainsi qu'en maxi-multicoques ou bien en Dragon. Entraîné par Jean-Yves Le Déroff, il commence à se faire remarquer en régate sur Laser. Puis il se tourne à partir de 1993 vers les régates en habitable avec la victoire de la Twenty‘s Cup en 1994 . Victoire d'étape en 2002 dans la Solitaire du Figaro  à laquelle il a participé sept fois. Ses qualités de navigateur et d'équipier le font participer à de grands projets comme équipier sur Géronimo d'Olivier de Kersauson.
En 2005 , il fait partie de l'équipage détenteur du trophée Jules-Verne à bord d'Orange II. Puis en 2007 du record de la Route de la découverte sur Groupama 3.
En 2007, il détient également avec Franck Cammas le record de distance en 24 heures et le record de l'Atlantique Nord toujours à bord de Groupama 3.
En 2009, détenteur de nouveau du record de distance en 24 heures ainsi que du record de l'Atlantique Nord avec Banque Populaire V, il devient champion du monde des records océaniques,. 
En 2010, Sébastien Audigane et Kito de Pavant prennent le départ de la Barcelona World Race 2010-2011 mais doivent abandonner le 11 mars 2011 à Ushuaïa à la suite d'une avarie de quille survenue dans le passage de Drake au large du cap Horn. En 2013, il bat le record du parcours New York-San Francisco à bord du monocoque Maserati.
En 2014, il prend le départ de la troisième édition de la Barcelona World Race en duo avec Jörg Riechers.
Detenteur du Trophée Jules Verne avec Francis Joyon depuis 2017; il vient de terminer l'Ogr 2023  à la troisième place sur le bateau Triana
Il vit actuellement à Brest et est le père de trois enfants 

## Palmarès
- 2018 : Record Hong Kong - Londres, Route du Thé, sur le multicoque 70 pieds Maserati en tant que membre de l'équipage de Giovanni Soldini et avec Guido Broggi, Oliver Herrera Perez et Alex Pella en 36 jours, 2 heures, 37 minutes et 12 secondes[6],[7]
- 2017 : Trophée Jules-Verne, record sur Trimaran IDEC Sport en tant que membre de l'équipage de Francis Joyon : tour du monde à la voile terminé en 40 j 23 h 30 min 30 s[8]